# Paijenborchella shiocumbatzui
Paijenborchella shiocumbatzui is een mosselkreeftjessoort uit de familie van de Cytheridae. De wetenschappelijke naam van de soort is voor het eerst geldig gepubliceerd in 1984 door Hu.